# پیتر ییراچک
پیتر ییراچک (به چکی: Petr Jiráček) (زاده ۲ مارس ۱۹۸۶) بازیکن فوتبال اهل جمهوری چک است.

## تیم ملی
وی سابقه ۲۸ بازی ملی برای تیم ملی فوتبال جمهوری چک در کارنامه دارد، همچنین پست تخصصی او هافبک است.